# Вудворд, Бернард Генри
Бернард Генри Вудворд (англ. Bernard Henry Woodward; 31 января 1846, Лондон — 14 октября 1916, Харви(Австралия)) — австралийский натуралист британского происхождения, член Геологического общества Лондона.

## Биография
Родился 31 января 1846 года в лондонском районе Ислингтон в семье английского учёного-геолога Самуэля Пикворта Вудворда.
Бернард приехал в Западную Австралию в 1889 году, где продолжил жить. Был натуралистом и работал в музее Western Australian Museum с момента его основания в 1889 году и до 1914 года; некоторое время являлся его директором.
Вудворд отмечен в научных названиях нескольких организмов, в том числе птиц Amytornis woodwardi и Colluricincla woodwardi, а также дерева Eucalyptus woodwardii.
Умер 14 октября (по другим данным 10 октября) 1916 года от респираторного заболевания в городе Харви, Западная Австралия, и был похоронен на местном кладбище.